# GNOME Do
GNOME Do（通常被称作Do）是最初由David Siegel开发的一个GNU/Linux下的流行的自由应用程序启动器，现在由Alex Launi维护。与其他应用程序启动器不同，它不仅可以查找应用程序和文件，还可以指定针对查找结果的动作。GNOME Do可以快速在GNOME环境下（应用程序、Evolution和Pidgin联系人、Firefox书签、Rhythmbox艺术家和唱片集，等等）查找多种用户创建的内容，并且在其上执行基本的操作（运行、打开、发送邮件、聊天、播放，等等）。
虽然Do主要面向GNOME桌面而设计，但是它也可以在其他桌面环境中工作，如KDE。
GNOME Do是受到Mac OS X的Quicksilver和GNOME启动框的启发而做的。

## Docky

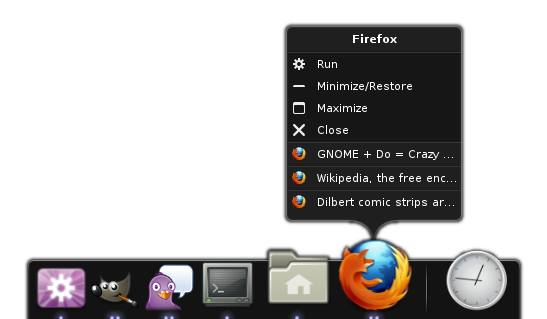
带有Docky界面的GNOME Do

Docky是一个GNOME Do的主题，行为类似Mac OS X的dock。和GNOME Do的传统界面不同，Docky可以设置为一下三种隐藏模式：
- 无（None） - Docky总是不可见。
- 自动隐藏（Autohide） - Docky在正常情况下隐藏，当鼠标到达Docky（此时不可见）在屏幕上/下边缘的边缘时出现。
- 智能隐藏（Intellihide） - Docky在与任何活动窗口组中的窗口重叠时隐藏，仍然可以通过上面的方法使用鼠标显示出来。

标准的Do功能在Docky中仍然可用，并且Do的热键也仍然可以执行预期的动作。
Docky 2是独立于GNOME Do的一个应用程序。计划将Docky 2集成到GNOME Do中来。